# Deinopa lilacina
Deinopa lilacina là một loài bướm đêm trong họ Erebidae.